# Oriol (vaisseau spatial)
Pour les articles homonymes, voir Oriol.
Oriol (en russe : « Орёл», signifiant « Aigle »), anciennement PPTS (en anglais : Prospective Piloted Transport System) puis Federatsia (« Fédération ») est un vaisseau spatial russe en cours de développement qui doit à la fois remplacer le vaisseau Soyouz en assurant la relève des équipages de la Station spatiale internationale et être utilisé pour transporter les cosmonautes jusqu'à la Lune dans le cadre du futur programme spatial lunaire de la Russie. Il est développé par la société RKK Energia à l'initiative de l'agence spatiale russe Roscosmos. 
Les premières études remontent à 2009 mais le projet est victime de nombreux remaniements durant sa phase de conception et de problèmes récurrents de financement, comme tous les programmes spatiaux russes. Courant 2020, le premier vol sans équipage est programmé en 2023 et avec équipage en 2025. La version de base est conçue pour à la fois desservir l'orbite terrestre basse et amener un équipage jusqu'à la Lune.  
Dans sa version de 2020, le vaisseau d'une masse de 22,3 tonnes peut transporter un équipage de quatre personnes. Il comprend deux modules - la capsule où séjourne l'équipage et le module de service, abandonnant le concept du module orbital caractéristique du vaisseau Soyouz. Long de 6,13 mètres pour un diamètre de 4,47 mètres, il dispose d'un volume pressurisé de 17 m3. Le vaisseau est placé en orbite par un lanceur lourd Angara A5 qui doit décoller d'un pas de tir devant être construit sur le cosmodrome Vostotchny dans l'extrême-orient russe. Comme le vaisseau Soyouz, lors de son retour sur Terre, il réduit sa vitesse à l'aide de parachutes avant d'effectuer un atterrissage sur le sol ferme en réduisant sa vitesse à l'aide de rétrofusées.  
En 2023, le premier vol est finalement repoussé à 2028.

## Historique

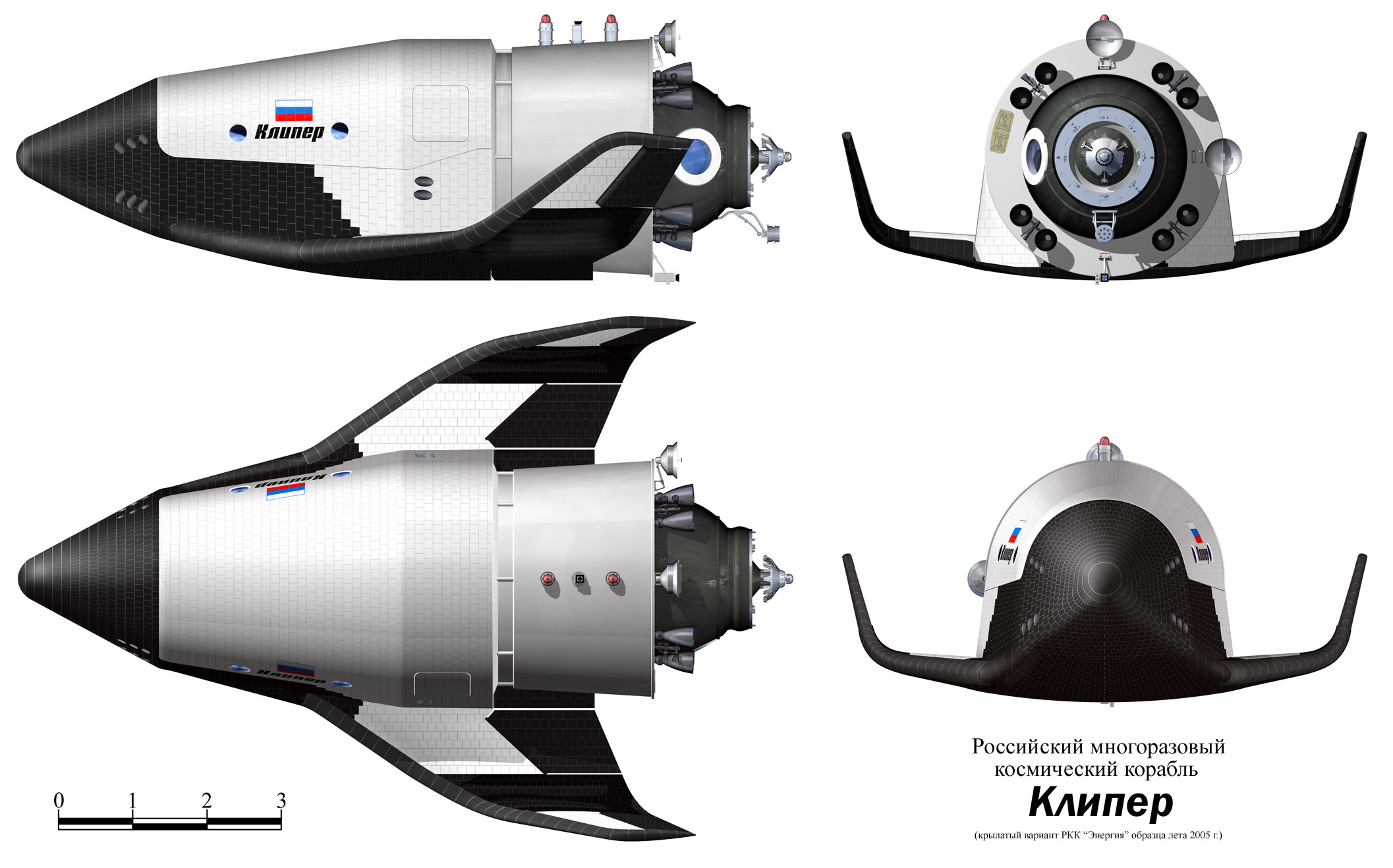
Schéma du projet de navette Kliper.

### Kliper
Les astronautes russes utilisent depuis la fin des années 1960 le vaisseau Soyouz. Celui-ci devient progressivement obsolète et offre un volume habitable réduit. En février 2004, RKK Energia, principal constructeur spatial russe, annonce travailler sur une mini-navette spatiale baptisée Kliper, capable de remplacer le vénérable vaisseau Soyouz. Au cours des deux années suivantes, les spécifications de l'engin spatial sont plusieurs fois modifiées et plusieurs lanceurs sont proposés, notamment une version de Soyouz fortement modifiée et le lanceur ukrainien Zenit. Les responsables russes se tournent vers l'Agence spatiale européenne pour tenter de réduire le coût du développement mais les responsables européens décident de ne pas participer. Finalement l'agence spatiale russe décide en juillet 2006 de repousser le remplacement de Soyouz car elle ne dispose pas d'un budget suffisant sur la période 2006-2015.    

### ACTS/CSTS

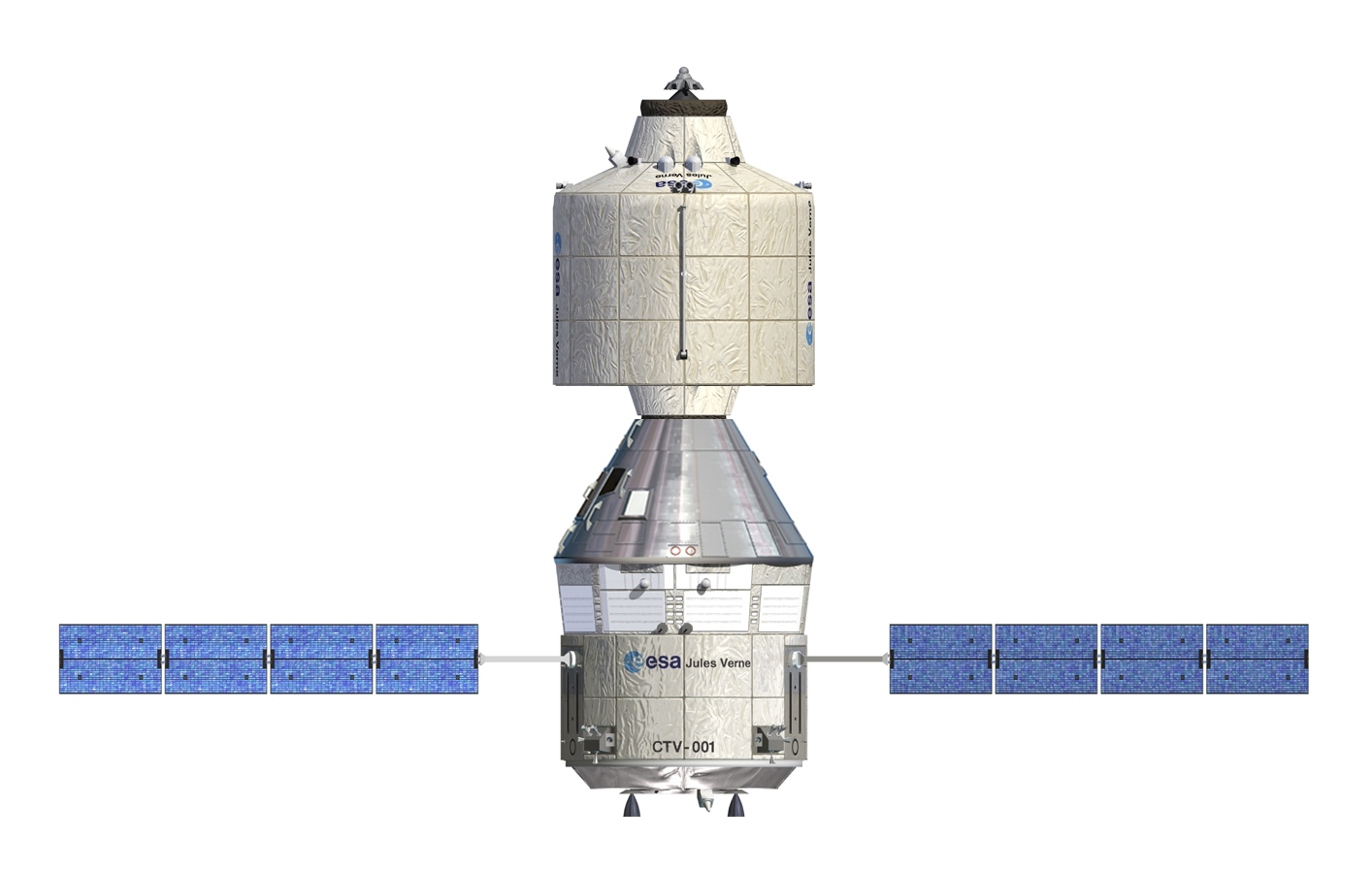
Proposition de CSTS.

La coopération russo-européenne initiée avec Kliper se poursuit autour d'un projet moins coûteux, l'ACTS (en anglais : Advanced Crew Transportation System, également désigné par la suite sous l'acronyme CSTS pour Crew Space Transportation System), qui a également pour objectif de remplacer le vaisseau Soyouz. Ce projet débute alors que la NASA a décidé de développer le vaisseau spatial Orion dans le cadre du programme Constellation qui doit permettre aux Américains de revenir sur la Lune. L'Agence spatiale européenne qui a tenté de participer à ce programme s'est vue opposer une fin de non-recevoir. Le 21 juin 2006, le conseil de direction de l'agence spatiale européenne décide d'entamer une étude de deux vaisseaux - en coopération avec la Russie - qui seraient capable d'atteindre l'orbite lunaire. Le principe est de combiner un module dérivé du cargo spatial européen ATV avec un module russe chargé de transporter l'équipage.
Les différentes architectures étudiées par les industriels européens (EADS-Astrium) et russes (RKK Energia) sont présentées en octobre 2007 à Roscosmos et à l'agence spatiale européenne. Celle comportant un module de rentrée conique semble la favorite. Une présentation du vaisseau est effectuée en juillet 2008. Mais durant le conseil des ministres des 25 et 26 novembre, les pays membres de l'agence spatiale européenne décident d'arrêter la coopération avec la Russie et de limiter les développements dans le domaine, à une simple étude de faisabilité en envisageant le lancement d'une version cargo en 2017, et celle d'un véhicule pouvant transporter un équipage, à 2020,.

### PPTK-Federatsia

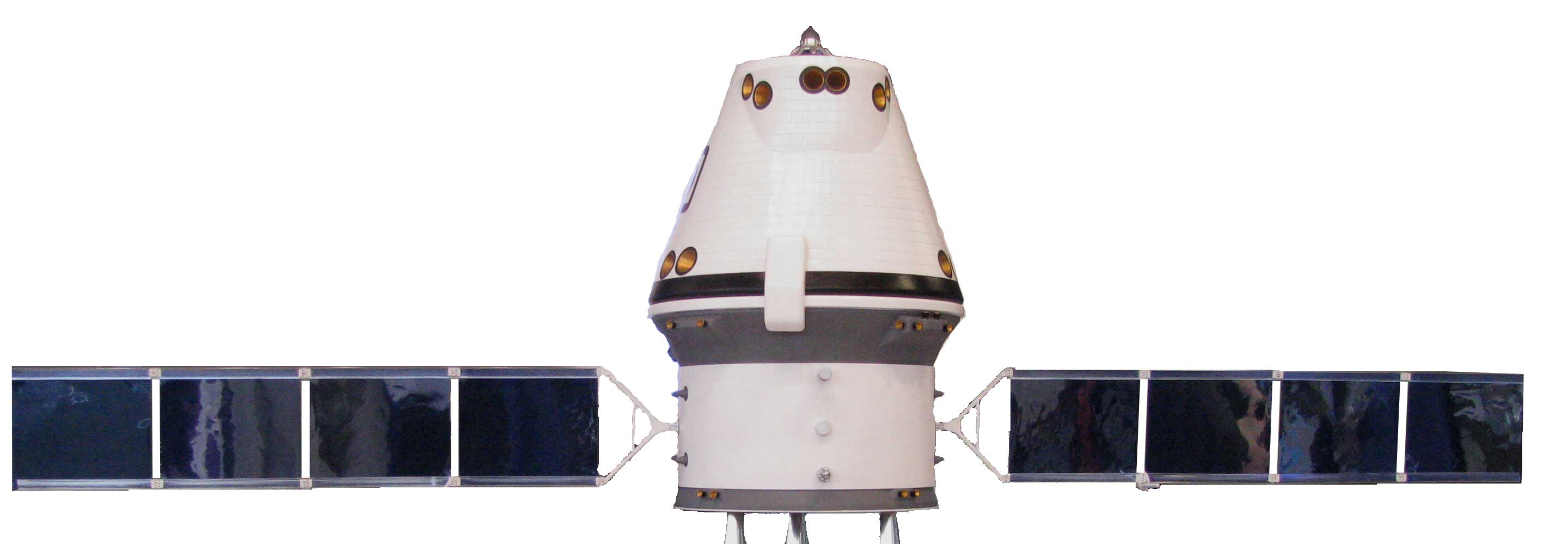
PPTS.

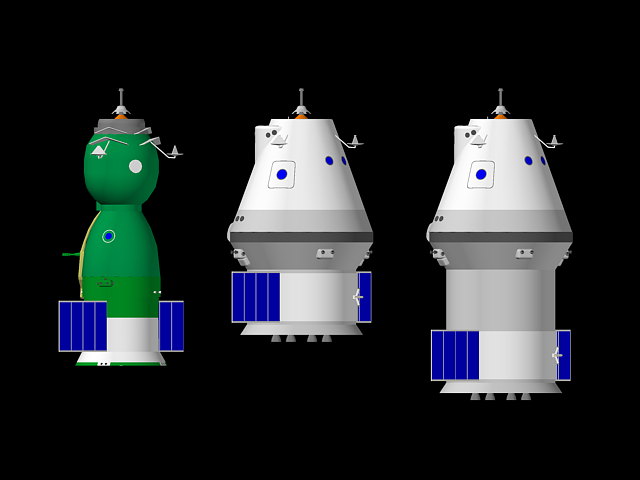
Comparaison entre le Soyouz et deux versions du PPTS/Oriol (version orbite terrestre et lunaire).

L'agence spatiale russe décide de poursuivre seule le développement du remplaçant du vaisseau Soyouz. Au cours du premier trimestre 2009, Roscosmos fige les spécifications du futur vaisseau spatial et lance un appel d'offres. Seules deux entreprises acceptent de répondre. La société Khrounitchev, basée à Moscou, propose un engin dérivé de son vaisseau TKS, qui doit être lancé par la nouvelle fusée Angara.  
Au premier trimestre de 2009, Roskosmos a finalisé ses exigences pour la prochaine génération de vaisseau spatial habité et a reçu des propositions des deux entreprises RKK Energia et Khrounichev. Cela a été le début effectif du projet PPTS. L'agence était enfin prête à nommer le développeur principal du véhicule. Officiellement, seules deux organisations qui étaient capables en pratique de développer des véhicules spatiaux habités, ont participé à l'appel d'offres du gouvernement pour construire le nouveau vaisseau : RKK Energia, à Korolev, et l'entreprise Khrounichev, basée à Moscou.
Bien que Roskosmos soit officiellement resté discret sur le projet, un certain nombre de responsables russes ont fait des déclarations sur les différentes étapes du projet. Le 21 janvier 2009, le chef de l'agence spatiale russe Roskosmos, Anatoli Perminov, a déclaré au Rossiskaïa Gazeta, un journal russe, que la Russie procèderait probablement à un développement indépendant de la prochaine génération de véhicule spatial habité. Selon Anatoli Perminov, l'agence et son principal centre de recherche et de certification — TsNIIMash — avaient déjà organisé une réunion élargie du Conseil Scientifique et Technique, examinant les systèmes de transport à venir, dont la prochaine génération de vaisseau spatial habité. Elle serait suivie d'un appel d'offres du gouvernement pour sélectionner un développeur pour le nouveau véhicule. Anatoli Perminov a déclaré que le nouveau vaisseau spatial devrait entrer en service dans un laps de temps égal à celui du véhicule spatial Orion, mais qu'un plan de développement plus détaillé et la conception préliminaire du véhicule seraient prêts vers le milieu de l'année 2010.
Au premier trimestre de 2009, Roskosmos a publié les exigences qui ont été fixées dans le développement de l'affectation technique à l'industrie travaillant sur le projet PPTS. Le développement préliminaire du projet devait avoir lieu à partir de mars 2009 jusqu'à juin 2010 pour un coût d'environ 800 millions de roubles (24 millions de dollars). Les travaux portaient apparemment uniquement sur une version en orbite terrestre du vaisseau spatial, tout en jetant les bases des futurs véhicules en orbite lunaire, ou même d'un véhicule habité à destination de Mars.
Les exigences générales de l'agence ont demandé à l'industrie de développer un véhicule de normes « étrangères » dans ses capacités techniques et de coût, tout en utilisant en même temps les technologies existantes autant que possible. Le développement du nouveau vaisseau habité subit un retard important car le financement manque. Le nouveau vaisseau est rebaptisé Federatsia (en russe : « Fédération » [de Russie]) début 2016, dans la continuité de l'appellation Soyouz (qui signifie « Union » [soviétique]).
En 2019, le vaisseau est à nouveau rebaptisé « Oriol » ( « Aigle »), en référence à la frégate Orel, premier navire de guerre à voile de type européen occidental construit par la Russie.
Roscosmos prévoit initialement de développer deux versions du vaisseau spatial : une version consacrée à la desserte de l'orbite basse et une version lunaire. Pour réduire les couts de développement, une seule version permettant de desservir les deux destinations est construite.

## Spécifications techniques
Dans sa version de 2020, les caractéristiques techniques sont les suivantes. Le vaisseau spatial a une masse de 22,3 tonnes, est long de 6,13 mètres pour un diamètre de 4,47 mètres. Les panneaux solaires portent son envergure à 13,9 mètres. Ils fournissent 3,6 kilowatts. Il peut transporter un équipage de quatre personnes vers l'orbite basse ou la Lune. Deux sièges supplémentaires peuvent être installés pour deux cosmonautes de plus dans le cadre de l'orbite terrestre basse (station spatiale internationale ou future station spatiale russe). Outre l'équipage, il peut transporter 500 kg de fret vers l'orbite basse et 100 kg vers une destination lunaire. Son système propulsif lui permet de modifier sa vitesse de 1 500 m/s contre 390 m/s pour le vaisseau Soyouz, ce qui est nécessaire pour une destination lunaire. L'architecture d'Oriol se rapproche de celle des vaisseaux américains en abandonnant le module orbital, troisième module pressurisé du vaisseau Soyouz qui était un module habitable abandonné avant le retour sur Terre. Oriol est composé de deux modules : la capsule où séjourne l'équipage VA (Vozvraschaemi Apparat, en français : « véhicule de retour ») qui est la seule à revenir au sol et le module de service DO (Dvígatelni Otsek, en français : « compartiment moteur ») qui regroupe le système de propulsion principal et différents systèmes de support de vie. La capsule VA est elle-même divisée en trois sous-modules : la partie pressurisée dans laquelle séjournent les quatre cosmonautes baptisée KO (Komandni Otsek, en français : « Module de commande »), la section AO (Agregatni Otsek, en français : « Module de propulsion ») comportant les rétro-fusées à propergol solide et le train d'atterrissage et enfin le bouclier thermique TE. Pour pallier une défaillance du lanceur, le vaisseau reprend le dispositif traditionnel de la tour de sauvetage baptisé RBAS.
Le système propulsif du module de service DO comprend deux moteurs-fusées KDU. Le module VA dispose d'un volume pressurisé de 17,8 m3. La structure du module où se tient l'équipage est réalisée en aluminium tandis que celle du module de service a largement recours au composite carbone. Les sièges de type Cheget dérivent largement des sièges Kazbek équipant le vaisseau Soyouz,,. 
Comme le vaisseau Soyouz, lors de son retour sur Terre, Oriol réduit sa vitesse à l'aide de parachutes avant d'effectuer un atterrissage sur le sol ferme en annulant sa vitesse résiduelle à l'aide de rétrofusées. Un train d'atterrissage comprenant quatre pieds est déployé avant l'arrivée sur le sol. Du fait de la position du pas de tir utilisé pour le lancement du vaisseau, en cas de défaillance de la fusée, le vaisseau retombera probablement en mer contrairement à ce qui se passe pour le vaisseau Soyouz. Pour permettre la survie de l'équipage, Oriol peut flotter au minimum durant 48 heures. Plusieurs navires spécialisés doivent être construits pour récupérer le vaisseau et son équipage,,. 
| Caractéristique        | Oriol                           | Orion                           | Vaisseau Apollo                 | CST-100 Starliner                                                               | Crew Dragon          | Shenzhou                                      | Soyouz TMA M/MS                               |
| ---------------------- | ------------------------------- | ------------------------------- | ------------------------------- | ------------------------------------------------------------------------------- | -------------------- | --------------------------------------------- | --------------------------------------------- |
| Constructeur           | RKK Energia                     | Lockheed Martin                 | North American                  | Boeing                                                                          | SpaceX               |                                               | RKK Energia                                   |
| Destination            | Orbite basse et interplanétaire | Orbite basse et interplanétaire | Orbite basse et interplanétaire | Orbite basse                                                                    | Orbite basse         | Orbite basse                                  | Orbite basse                                  |
| Équipage               | 4 à 6                           | 4                               | 3                               | 7                                                                               | 7                    | 3                                             | 3                                             |
| Masse                  | 22,3 tonnes                     | 25,85 tonnes                    | 30,37 tonnes                    | 13,8 tonnes                                                                     | 9,5 t.               | 8,1 t.                                        | 7,15 t.                                       |
| Diamètre externe       | 4,47 mètres                     | 5,2 mètres                      | 3,9 mètres                      | 4,56 mètres                                                                     | 3,6 m                | 2,8 m                                         | 2,72 m (module descente 2,2 m)                |
| Longueur               | 13,9 m                          | 7,3 m                           | 11 m                            | 5,03 m                                                                          | 7,2 m                | 8,25 m                                        | 7,48 m                                        |
| Volume pressurisé      | 17,8 m3                         | 8,95 m3                         | 10,4 m3                         | 12,5 m3                                                                         | 11 m3                | 8 + 6 m3                                      | 4 + 6,5 m3                                    |
| Source énergie         | Panneaux solaires               | Panneaux solaires               | Pile à combustible              | Accumulateurs                                                                   | Panneaux solaires    | Panneaux solaires                             | Panneaux solaires                             |
| Puissance électrique   | 3,6 kW                          | 11,2 kW                         |                                 | 2,9 kW                                                                          | 5 kW                 | 1 kW                                          | 0,9 kW                                        |
| Système d'éjection     | Tour de sauvetage               | Tour de sauvetage               | Tour de sauvetage               | Propulseurs intégrés                                                            | Propulseurs intégrés | Tour de sauvetage                             | Tour de sauvetage                             |
| Delta-V                | 1450 m/s                        | 1340 m/s                        | 2800 m/s                        | m/s                                                                             | m/s                  | m/s                                           | 390 m/s                                       |
| Autonomie en vol libre | 14 à 30 jours                   | 21 jours                        | 14 jours                        | ?                                                                               | ?                    | 4 jours                                       |                                               |
| Méthode d'atterrissage | 3 Parachutes + rétrofusées      | Parachutes                      | Parachutes                      | Parachutes + coussins gonflables (Terre)                                        | Parachutes           | Parachutes + rétrofusées                      | Parachutes + rétrofusées                      |
| Site d'atterrissage    | Terre                           | Mer                             | Mer                             | Terre ou Mer                                                                    | Mer                  | Terre                                         | Terre                                         |
| Lanceur                | Angara 5P                       | Space Launch System             | Saturn V                        | Atlas V                                                                         | Falcon 9             | Longue Marche 2F                              | Soyouz                                        |
| Réutilisable           | Oui                             | Non                             | Non                             | Non                                                                             | Oui                  | Non                                           | Non                                           |
| Autre caractéristique  |                                 |                                 |                                 | Parachutes de secours en cas de défaillance du système d'atterrissage propulsif |                      | Partie pressurisée subdivisée en deux modules | Partie pressurisée subdivisée en deux modules |

## Lanceur

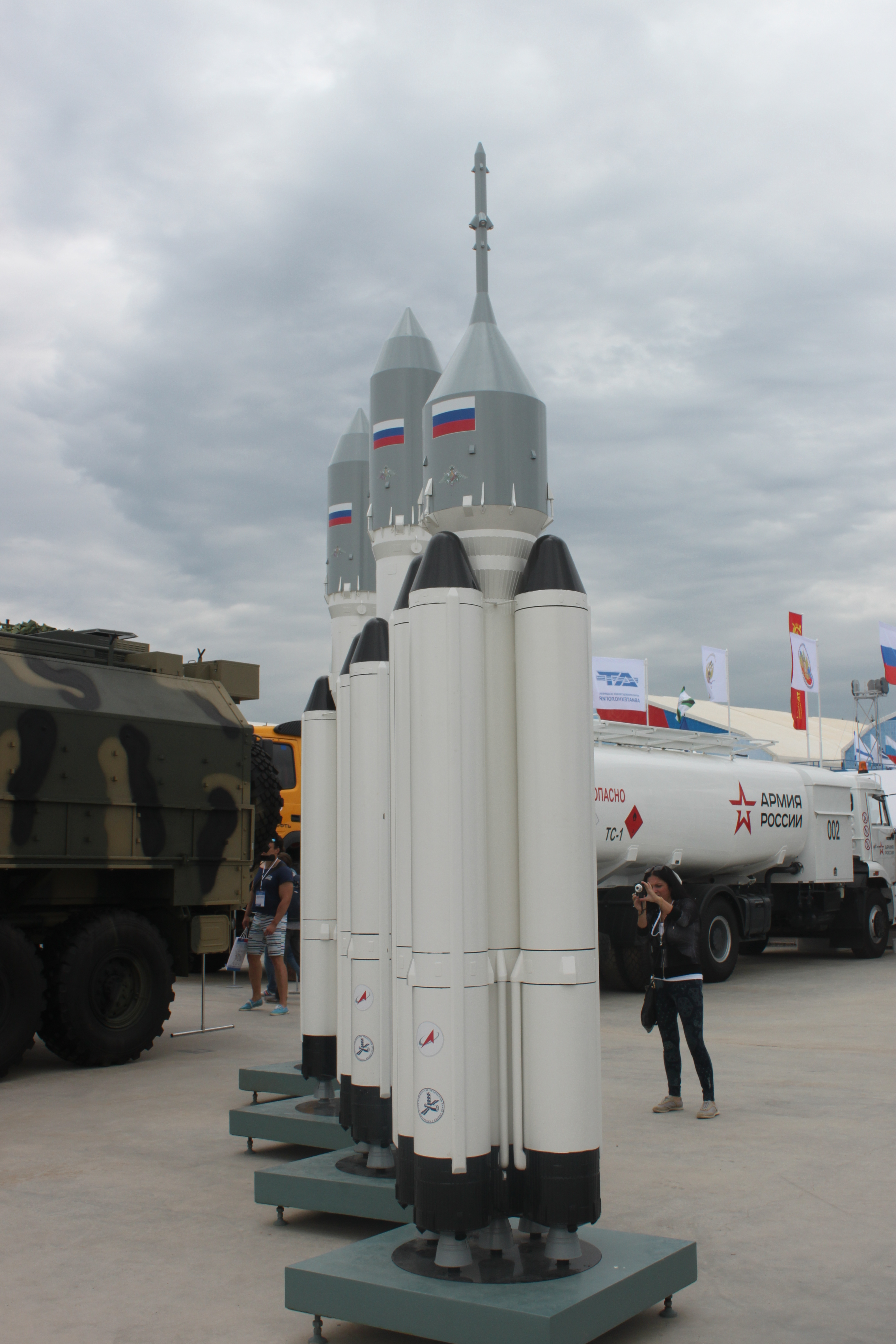
Maquette de la fusée Angara5P, version du lanceur Angara destinée à placer en orbite le vaisseau Oriol.

Le vaisseau est placé en orbite par un lanceur lourd Angara A5 qui doit décoller d'un pas de tir qui doit être construit sur le cosmodrome Vostotchny dans l'extrême-orient russe.
Une offre formelle à l'échelle de l'industrie pour le développement du lanceur qualifié pour une occupation humaine destiné à lancer le PPTS a été lancée début 2009. TsSKB Progress, basé à Samara et KB Mashinostroenia, ont dirigé l'élaboration de la nouvelle fusée, appelée Rus-M. Ce lanceur comportera un premier étage à trois boosters, chaque booster équipé de puissants moteurs RD-180, brûlant un mélange d'oxygène liquide et de kérosène. Ce moteur fut développé initialement par NPO Energomash, basé à Moscou pour la fusée américaine Atlas V et sa performance à ce jour a été impressionnante. Le deuxième étage de la nouvelle fusée habitée aurait probablement été propulsé par une paire de moteurs RD-0124, actuellement en usage sur la fusée Soyouz-2. Ainsi, les deux étages du futur lanceur auraient été équipés des moteurs déjà existants, ce qui réduit considérablement le coût et le risque pour l'ensemble du projet.
Après l'abandon du projet Rus-M en 2011, il est annoncé que le vaisseau Oriol doit décoller grâce à la future fusée Angara A5P en juillet 2012. Cette option sera elle aussi abandonnée en 2017 au profit de Soyouz-5, renommée Irtysh en 2018.

## Vols programmés
La date des premiers vols est régulièrement repoussée. Courant 2020, le premier vol sans équipage (mission 1L1 ou LKI-1) était prévu en 2023. Une deuxième mission sans équipage (1L2 ou LKI-2) devait avoir lieu en 2024 et le premier vol avec équipage (1L3) intervenir en 2025. Une première mission lunaire est prévue pour 2029. Pour celle-ci, un deuxième type de vaisseau doit être développé pour déposer l'équipage sur la Lune. En août 2023, le premier vol est finalement repoussé à 2028.